# Allemaal Familie (2015)
Allemaal Familie is een televisieprogramma van WNL, dat uitgezonden werd in augustus 2015.
Ondernemer John Fentener van Vlissingen portretteerde die maand wekelijks families van unieke familiebedrijven.